# Yatafen
Yatafen (în arabă ياطفان) este o comună din provincia Tizi Ouzou, Algeria.
Populația comunei este de 4.016 locuitori (2008).